# Astragalus curvirostris
Astragalus curvirostris är en ärtväxtart som beskrevs av Pierre Edmond Boissier. Astragalus curvirostris ingår i släktet vedlar, och familjen ärtväxter.

## Underarter
Arten delas in i följande underarter:
- A. c. curvirostris
- A. c. psilocarpus